# Бернаскони, Гауденцио
Гауденцио Бернаскони (итал. Gaudenzio Bernasconi; 8 августа 1932, Понте-Сан-Пьетро, Ломбардия — 10 января 2023, Бергамо, Ломбардия) — итальянский футболист и футбольный тренер, играл на позиции полузащитника.

## Биография

### Игровая карьера
Начинал карьеру в клубе «Понте-Сан-Пьетро», за который играл в течение трёх сезонов. В 1952 году стал игроком «Аталанты» и отыграл за «бергамасков» два сезона.
В 1954 году перешёл в «Сампдорию», в составе которой отыграл 11 сезонов. Бернаскони в общей сложности сыграл за «моряков» 365 матчей и долгие годы был рекордсменом «Сампдории» по количеству сыгранных матчей. С 1955 по 1959 год Бернаскони сыграл подряд 133 матча и за всю карьеру он никогда не был удалён по ходу матча.
В 1965 году перешёл в «Езине», цвета которого защищал на протяжении трёх сезонов. Завершил карьеру в «Урбино» в 1970 году.
За сборную Италии сыграл 6 матчей без забитых мячей.

### Тренерская карьера
Начинал тренерскую деятельность как играющий тренер в «Езине» и «Урбино». Среди клубов, с которыми он работал в качестве главного тренера были также «Фолиньо», «Каратезе» и «Про Лиссоне».

### Смерть
Скончался 10 января 2023 года в Бергамо в возрасте 90 лет.